# جبال وايت
جبال وايت (بالإنجليزية: White Mountains)‏ هي سلسلة جبال تُغطي حوالي ربع مساحة ولاية نيوهامبشير وجزء صغير من غرب ولاية مين في الولايات المتحدة الأمريكية. وهي جُزء من شمال جبال الأبلاش، وتعد أكثر الجبال وُعورة في إقليم نيو إنجلاند. تتميز الجبال بزيارات كثِيرة بسبب قُربِها من بوسطن، وبِشكل أقّل قُرباً من نيويورك ومونتريال.
معظم مساحة جبال وايت هي مناطق عامة، وتحتوي غابة جبال وايت الوطنية وعدد من الحدائق العامة. أعلى قمة فيه هو جبل واشنطن حَيثُ يبلُغ ارتفاعه (1,917 م) في الشمال الشرقي للولايات المتحدة، والتي سجلت أسرع عاصفة رياح سطحية في العالم بلغت سُرعتُها (372 كم/س) (231 ميل/س) في عام 1934. كما يوجد فيها خط للقِمَم سُمي بالمدى الرئاسي، إذ سُمِّيت القِمم فيه بأسماء رؤساء أمريكيين وشخصيات مشهورة.

## أصل التسمية
لا يوجد سبب واضح لِتسمِية جبل وايت بهذا الاسم، على الرُغم من وجود أسماء مَعروفة لعدة قِمم في السلسلة منذ فترة قبل الاستعمار. وجدت الأسماء المُشابهة له مِثل «وايت هيلز» و«وين هيلز» بالأدب في عهد الاستعمار. ووفقاً للتقاليد، لأنها شوهدت الجبال لأول مرة من على متن السُفن قبالة السواحل بالقرب من مصب بيسكتقوا. وأن أعلى القمم غالباً ما تكون مُغطاة بالثلوج، والتي تظهر لونها بالأبيض. وهناك نظرية بديلة هي أن الجرانيت-الميكا تُظهر القمم باللون الأبيض للمراقبين.

## الجغرافيا
جبال وايت هي جزء من جغرافية اقليم نيو انجلاند الكبير، والتي هي ضمن جزء من تقسيم جغرافية الآبالاش أكبر.